# Montcuc
Montcuc (en francès Montcuq) és un municipi francès situat al departament de l'Òlt i a la regió d'Occitània.
Els seus habitants són anomenats Montcuquois i Montcuquoises
El nom de la ciutat es va popularitzar en la dècada de 1970 a partir d'un esquetx de Pierre Bonte i Daniel Prevost per al programa satíric Le Petit Rapporteur.

## Demografia
| 1962                                       | 1968  | 1975  | 1982  | 1990  | 1999  | 2007  |
| ------------------------------------------ | ----- | ----- | ----- | ----- | ----- | ----- |
| 1.197                                      | 1.121 | 1.096 | 1.071 | 1.189 | 1.263 | 1.339 |
| Des de 1962: població sense dobles comptes |       |       |       |       |       |       |

## Administració
| Període   | Identitat    | Partit |
| --------- | ------------ | ------ |
| 1990-2008 | Daniel Maury | PRG    |
| 2008-     | Guy Lagarde  |        |

## Llocs i Monuments
- Només restes del castell, la torre de l'homenatge 24 metres d'altura, del segle xii està obert al públic al juliol i agost. Una escala tallada a la pedra condueix a l'única porta que l'escala de la torreta. A través d'un gruix mur de dos metres, que permet l'accés a la torre on es superposen les habitacions grans de 12 per 8 metres, en quatre nivells. La sala inferior va ser utilitzat com a magatzem, en el primer i segon pis hi havia una llar de foc.
- L'alcalde del segle xiv té una campana en el seu campanar del segle xvi, diverses cases dels segles xiv i xv.
- L'església de Saint-Hilaire, la torre octogonal, conserva un cor del segle xiv amb grans finestrals d'estil gòtic i modern.
- La capella del convent dels Cordeliers, a Saint-Privat, una porta del segle xi.
- Llac Saint-Sernin.
- Cova de Roland.

## Etimologia
L'etimologia és incerta i els orígens Montcuq diversos s'han proposat. El nom ve de la muntanya d'Amèrica (muntanya) i CUC (a dalt) amb referència a la ubicació de la vila, construïda al cim d'un turó [2]. El nom també pot provenir de l'arrel pre-celta que significa Cuq "alçada", "punta" o "lloc alt" hipòtesi es confirma quan ens trobem amb aquesta mateixa arrel en les formes que han sobreviscut a nivell regional, amb el mateix sentit o significat veí a la regió de Lió, el cuchon (amb un sufix diminutiu) és una petita pica